# Kuno Fubuki
Kuno Fubuki (久野 吹雪; Hepburn: Kuno Fubuki) (Fudzsiszava, 1989. december 27. –) japán válogatott labdarúgó.

## Klub
A labdarúgást az INAC Kobe Leonessa csapatában kezdte. 2012-ben az Iga FC Kunoichi csapatához szerződött. 2012 és 2017 között az Iga FC Kunoichi csapatában játszott. 70 bajnoki mérkőzésen lépett pályára. 2018-ban a Nojima Stella Kanagawa Sagamihara csapatához szerződött.

## Nemzeti válogatott
2013-ban debütált a japán válogatottban. A japán válogatottban 1 mérkőzést játszott.

## Statisztika
| Japán válogatott | Japán válogatott | Japán válogatott |
| Időszak          | Mérk.            | gól              |
| ---------------- | ---------------- | ---------------- |
| 2013             | 1                | 0                |
| Összesen         | 1                | 0                |

## Sikerei, díjai
Klub
- Japán bajnokság: 2011